# Mühlheim am Inn
Mühlheim am Inn è un comune austriaco di 669 abitanti nel distretto di Ried im Innkreis, in Alta Austria.